# 新觀察家
《新觀察家》（法語：Le Nouvel Obs，發音：[lə nuvɛl ɔps]；2014年–2024年名为L'Obs，1964年–2014年名为Le Nouvel Observateur），是一家法語新聞類周刊雜誌，總部位於巴黎。
自1964年創立伊始，該報便涉足政治、經濟等領域。其新聞覆蓋範圍包括歐洲、中東和非洲的政治、商業及文化問題。被描述為“法國吃魚子醬的左派人士的半官方機構”（quasi-official organ of France's gauche caviar）。

## 外部連結
- Le Nouvel Observateur website （页面存档备份，存于）
- Mobile version
- The Nouvel Observateur's 2004 Charter
- "At home with the gurus in neckties.", Nouvel Observateur, French newspaper, May 19, 2005, by Marie Lemonnier.